# The Great Sea Scandal
The Great Sea Scandal è un cortometraggio muto del 1918 diretto da Craig Hutchinson.

## Produzione
Il film fu prodotto dalla Nestor Film Company.

## Distribuzione
Distribuito dall'Universal Film Manufacturing Company, il film - un cortometraggio di una bobina - uscì nelle sale cinematografiche USA il 4 febbraio 1918.